# Ким Бу Гём
Ким Бу Гём (кор. 김부겸?, 金富謙?; род. 21 января 1958, Санджу, Кёнсан-Пукто) — южнокорейский государственный и политический деятель, бывший премьер-министр Республики Корея (2021—2022).
Ранее — министр внутренних дел и безопасности Республики Корея с 16 июня 2017 по 6 апреля 2019 года. Член Демократической партии Тобуро; член Национального собрания Республики Корея с 2016 по 2020 год. Ранее был депутатом парламента от Кунпхо с 2000 по 2012 год, сначала от Свободной Кореи, а затем — с 2003 года от либеральной партии Уридан.